# دنيس بي. سوليفان
دنيس بي. سوليفان (بالإنجليزية: Dennis B. Sullivan)‏ هو ضابط أمريكي، ولد في 1927.